# Arpino

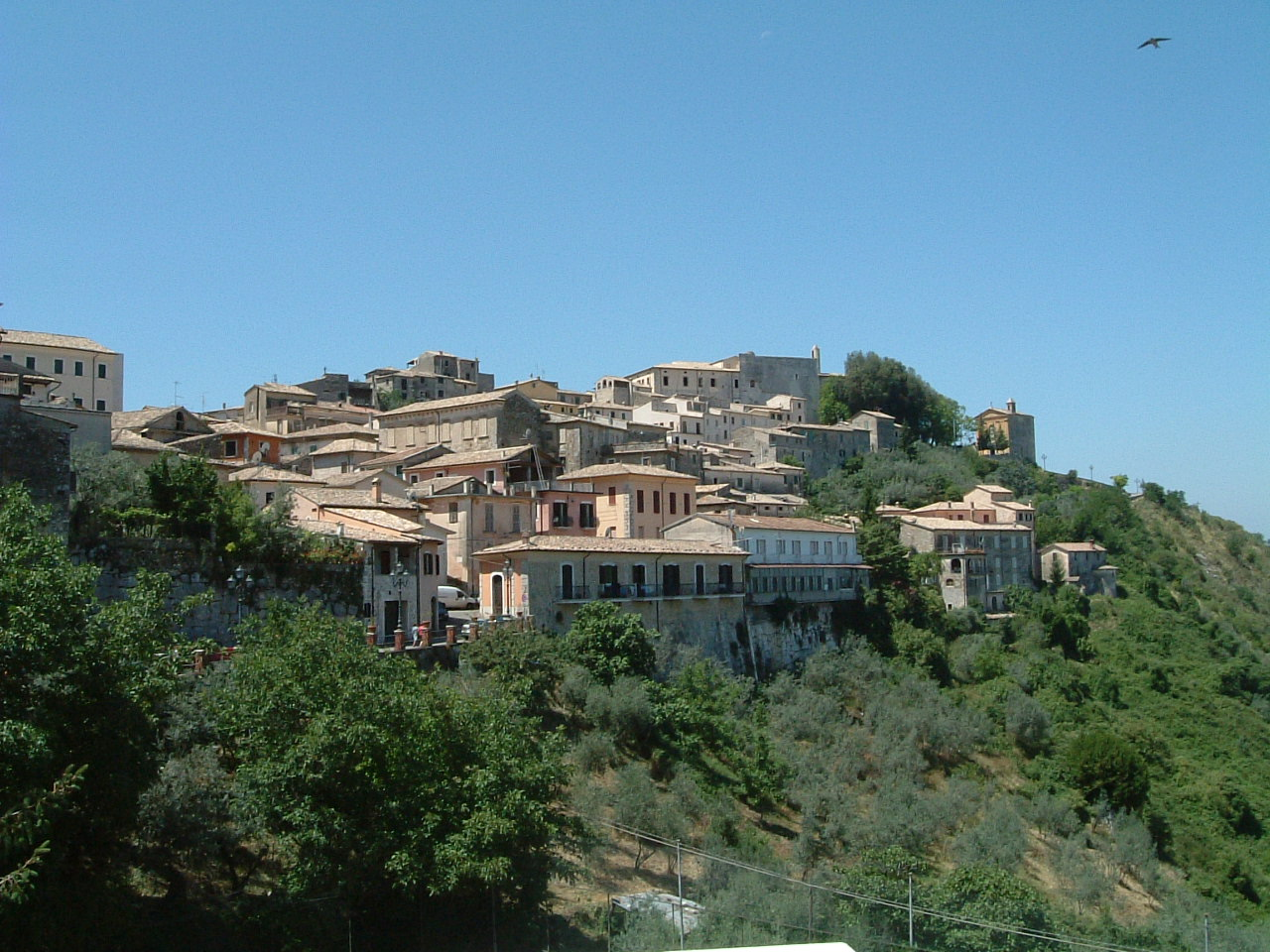
Panorama de Arpino.

Arpino es una pequeña ciudad del Lacio; actualmente pertenece a la provincia italiana de Frosinone, en el Valle Latino. Situada a 500 metros de altitud, en la carretera de Roma a Nápoles, a 110 km de la primera y a 130 km de la segunda. 7.736 habitantes (año 2004).
Se corresponde con Arpinum, conquistada por los romanos el año 305 a. C., patria chica de Marco Tulio Cicerón, que nació en este lugar el día 3 de enero 106 a. C. (647 ab urbe condita) y de Cayo Mario, nacido allí en el 157 a. C. Es en esta ciudad donde se realiza el concurso de traducción latina conocido como Certamen ciceronianum, en honor a Cicerón.
En 1583 Arpino, fue comprada por Giacomo Boncompagni, perteneciendo a su familia hasta que el 14 de julio de 1796 fue anexada al Reino de Nápoles, pasando a formar parte de la provincia de Terra di Lavoro.

## Evolución demográfica
| Gráfica de evolución demográfica de Arpino entre 1861 y 2001 |
|                                                              |
| Fuente ISTAT - elaboración gráfica de Wikipedia              |